# Elisabeth Dored
Elisabeth Sofie Dored (* 22. März 1908 in Idd, Norwegen; † 6. September 1972 in Oslo) war eine norwegische Malerin und Schriftstellerin.

## Leben
Dored war die Tochter des Majors Birger Braadland (1879–1960) und dessen Ehefrau Ragna Vogt Stang (1881–1972).
Mit zwanzig Jahren reiste Dored 1928 alleine nach Frankreich, um sich in Paris als Malerin ausbilden zu lassen. An der Académie Scandinave wurde sie Schülerin u. a. von Henry de Waroquier und Othon Friesz. Man unterrichtete sie an der Académie l’Art moderne. Trotz ersten Erfolgen, welche sich auch in einigen Ausstellungen zeigten, vernachlässigte Dored bald die Malerei und begann zu schreiben.
1931 kehrte Dored nach Oslo zurück und versuchte erneut, als Malerin zu reüssieren. An der Statens kunstakademi wurde sie Schülerin von Halfdan Strøm. An dieser Kunstakademie machte sie dann auch die Bekanntschaft von John Dored (1881–1954), einem Kameramann aus Lettland, den sie 1935 heiratete. Noch im selben Jahr begleitete sie ihren Ehemann nach Wien. Das Ehepaar blieb dort bis 1954, nur unterbrochen von ausgedehnten Reisen durch den Balkan, Ägypten und Äthiopien.
Als ihr Ehemann John am 22. September 1954 in Wien starb, kehrte Dored nach Norwegen zurück und ließ sich in Halden nieder. Sie starb mit 64 Jahren in Oslo und fand dort auch ihre letzte Ruhestätte.

## Ehrungen
- 1964 Bokhandlerprisen für Den fønikiske trappen

## Werke (Auswahl)
als Malerin
- Porträts
- Stillleben

als Autorin
- Den føniskiske trappen. 1963.
  - deutsch: Die phönizische Treppe. Moewig Verlag, Rastatt 1981. ISBN 3-8118-2149-0.
- Jeg elsket Tiberius. 1964.
  - deutsch: Ich liebte Tiberius.
- For meg er jorden rund. Oslo 1955.
- Pilatus og Nasareeren. Oslo 1967.